# ديفيد جاكسون (ممثل)
ديفيد جاكسون (بالإنجليزية: David Jackson)‏ هو ممثل بريطاني، ولد في 15 يوليو 1934 بليفربول في المملكة المتحدة، وتوفي في 25 يوليو 2005 بلندن في المملكة المتحدة بسبب نوبة قلبية.

## وصلات خارجية
- ديفيد جاكسون على موقع IMDb (الإنجليزية)
- ديفيد جاكسون على موقع ميوزك برينز (الإنجليزية)
- ديفيد جاكسون على موقع قاعدة بيانات الفيلم (الإنجليزية)